# Touwu
Touwu (chinesisch 頭屋鄉, Pinyin Tóuwū Xiāng, Hokkien Thâu-ok-hiong, Hakka Thèu-vuk-hiông) ist eine Landgemeinde (鄉,  Xiāng) im Landkreis Miaoli in der Republik China (Taiwan). 

## Lage
Touwu liegt im nördlichen Zentrum des Landkreises Miaoli im Binnenland, knapp 9 km von der Küste entfernt. Das Gemeindegebiet hat ungefähr die Form eines auf der kurzen Grundseite liegenden Trapezes mit einer maximalen Ost-West-Ausdehnung von 9,5 km und einer Nord-Süd-Ausdehnung von 6–7 km. Im Westen grenzt Touwu an den Houlong-Fluss (後龍溪,  Hòulóng xī), der hier von Süden kommend in einer Kurve nach Westen abbiegt. In den Houlong-Fluss mündet der Laotianliao-Bach (老田寮溪,  Lǎotián liáo xī), der von Osten nach Westen quer durch Touwu fließt und hier zum kleinen Mingde-Stausee (明德水庫,  Míng dé shuǐkù) aufgestaut wird. Der Staudamm wurde 1970 fertiggestellt, und der Stausee ist maximal 1,62 km² groß mit einer effektiven Speicherkapazität von 14,7 Millionen m³. Der See liefert hauptsächlich Wasser für Landwirtschaft und Gewerbe sowie zum Teil auch für den privaten Verbrauch.
Die angrenzenden Gemeinden sind Zaoqiao im Norden, Shitan im Osten, Gongguan im Süden, die Kreishauptstadt Miaoli im Westen und in einem kleinen Abschnitt Houlong im Nordwesten.

## Geschichte
Zur Herrschaftszeit Qianlongs begann die Kultivierung des Gebietes von Touwu durch Han-chinesische Ackerbauern aus dem Gebiet des heutigen Miaoli. Die Einwanderung setzte sich im ganzen 19. Jahrhundert fort, so dass das Gebiet zum Zeitpunkt der Annexion Taiwans durch Japan 1895 bereits weitgehend vollständig sinisiert war. Touwu entstand als Verwaltungsregion in seinen heutigen Grenzen im Jahr 1909 zur Zeit der japanischen Herrschaft über Taiwan (1895–1945). Im Jahr 1920 erfolgte eine neue Verwaltungsreorganisation und das Dorf (庄,  Zhuāng) Touwu wurde in neun Bao (保) weiter unterteilt. Diese Einteilung wurde nach der Übernahme Taiwans beibehalten und die Verwaltungseinheiten wurden nur umbenannt. Ab 1945 war Touwu eine Landgemeinde im Landkreis Hsinchu und ab 1950 im neu eingerichteten Landkreis Miaoli.

## Bevölkerung
Die Mehrheit der Bewohner (über 95 %) gehört der Hakka-Volksgruppe an. Angehörige indigener Völker machen einen Anteil von etwa 1,0 % aus (Ende 2019 108 Personen).
| Gliederung Touwus |
|                   |

## Verwaltungsgliederung
Nach 1945 war Touwu zunächst in 9 Dörfer (村,  Cūn) untergliedert. Infolge der Entstehung des Mingde-Stausees wurde das Verwaltungsgebiet im Jahr 1977 angepasst. Die Reste des größtenteils im Stausee verschwundene Dorfes Renlong (仁隆村) wurden an die Dörfer Mingde und Mingfeng angeschlossen. Seitdem bestehen 8 Dörfer: :
1 Shitan (獅潭村)

2 Touwu (頭屋村)

3 Qudong (曲洞村)

4 Feifeng (飛鳳村)

5 Xiangshan (象山村)

6 Beikeng (北坑村)

7 Mingde (明德村)

8 Mingfeng (鳴鳳村)

## Wirtschaft
Touwu ist landwirtschaftlich geprägt. Die Hauptprodukte der Landwirtschaft sind Tee, Reis und Zitrusfrüchte (Pampelmusen, Ponkan, Tankan) sowie Papayas.

## Verkehr
Die wichtigsten Straßenverbindungen sind zum einen die am rechten Ufer des Houlong-Flusses entlangziehende Provinzstraße 72, die Nationalstraße 1 (Autobahn), die den westlichen Abschnitt Touwus in Nord-Süd-Richtung durchquert, und die Provinzstraße 13, die aus Westen von Miaoli kommend Richtung Mingde-Stausee verläuft und kurz vor dem See nach Norden abbiegt. Von letzterer zweigt die Kreisstraße 126 ab, die nördlich des Mingde-Stausees Richtung Osten weiter nach Shitan verläuft. Eisenbahnanschlüsse gibt es im westlich benachbarten Miaoli.

## Besonderheiten, Tourismus
Der Minge-Stausee ist ein Ausflugsziel für Naturtouristen. Auf einer Halbinsel im See im Dorf Mingde liegt der Yongchun-Tempel (永春宮,  Yǒngchūn gōng, ). Er wurde im Jahr 1847 zur Herrschaftszeit Daoguangs begründet. Die Halbinsel ist über eine kleine Fußgänger-Hängebrücke mit dem Ufer verbunden. Im Tempel gibt es ein kleines Hakka-Kulturmuseum. Der Yuheng-Tempel (玉衡宮,  Yùhéng gōng, ) ist ein kleiner Konfuzius-Tempel im Dorf Xiangshan aus dem Jahr 1901.

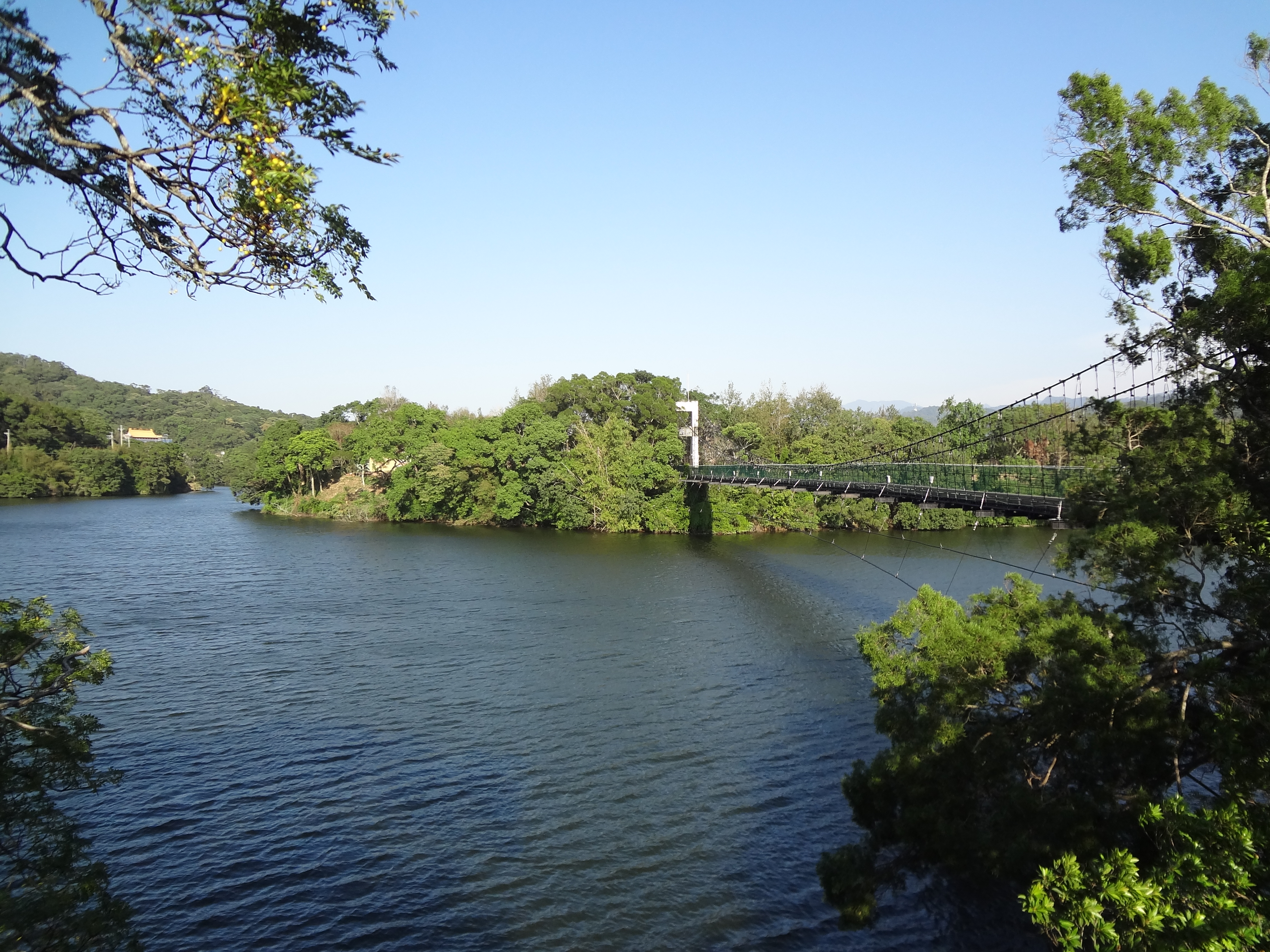
Mingde-Stausee
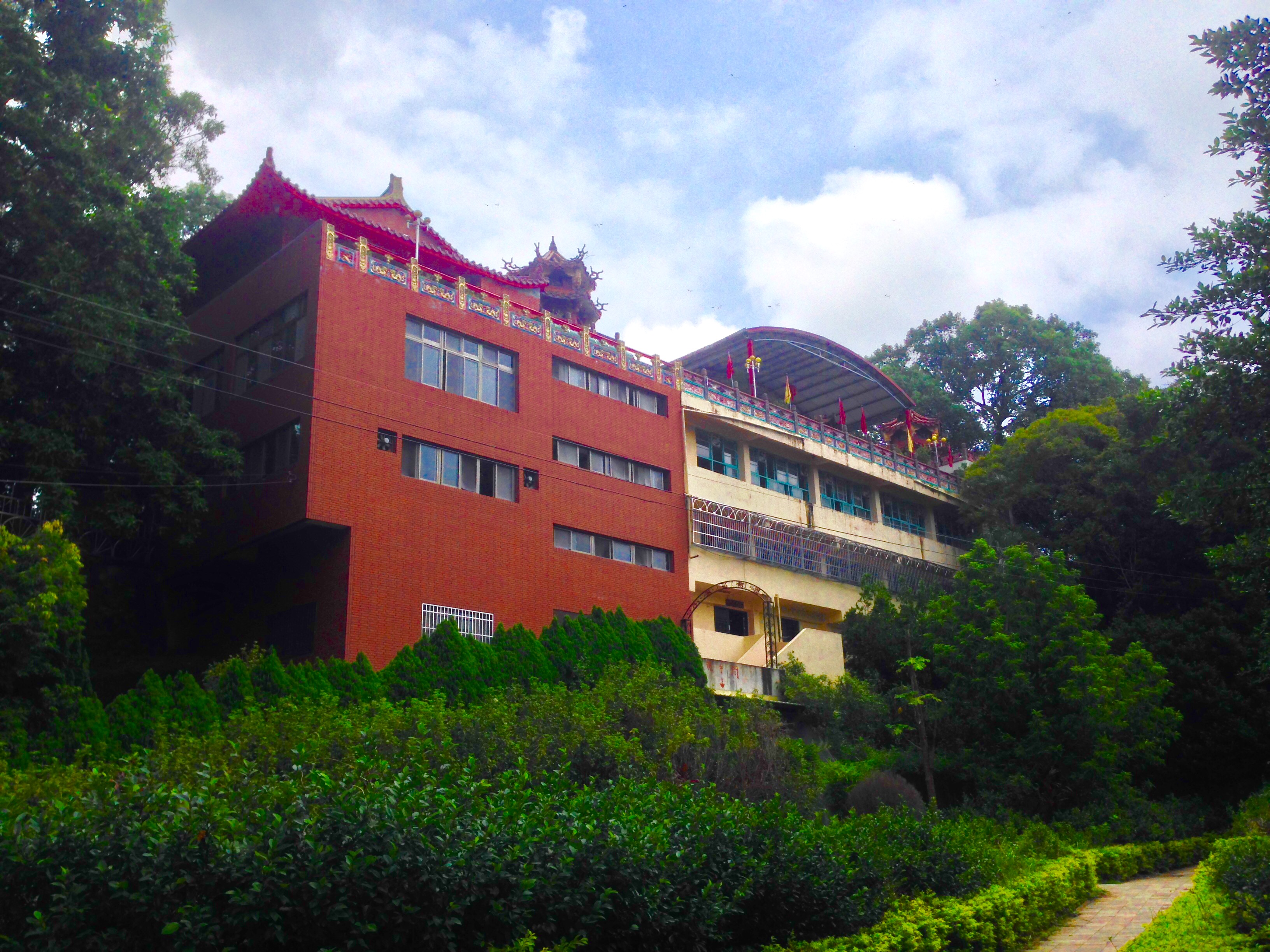
Yongchun-Tempel
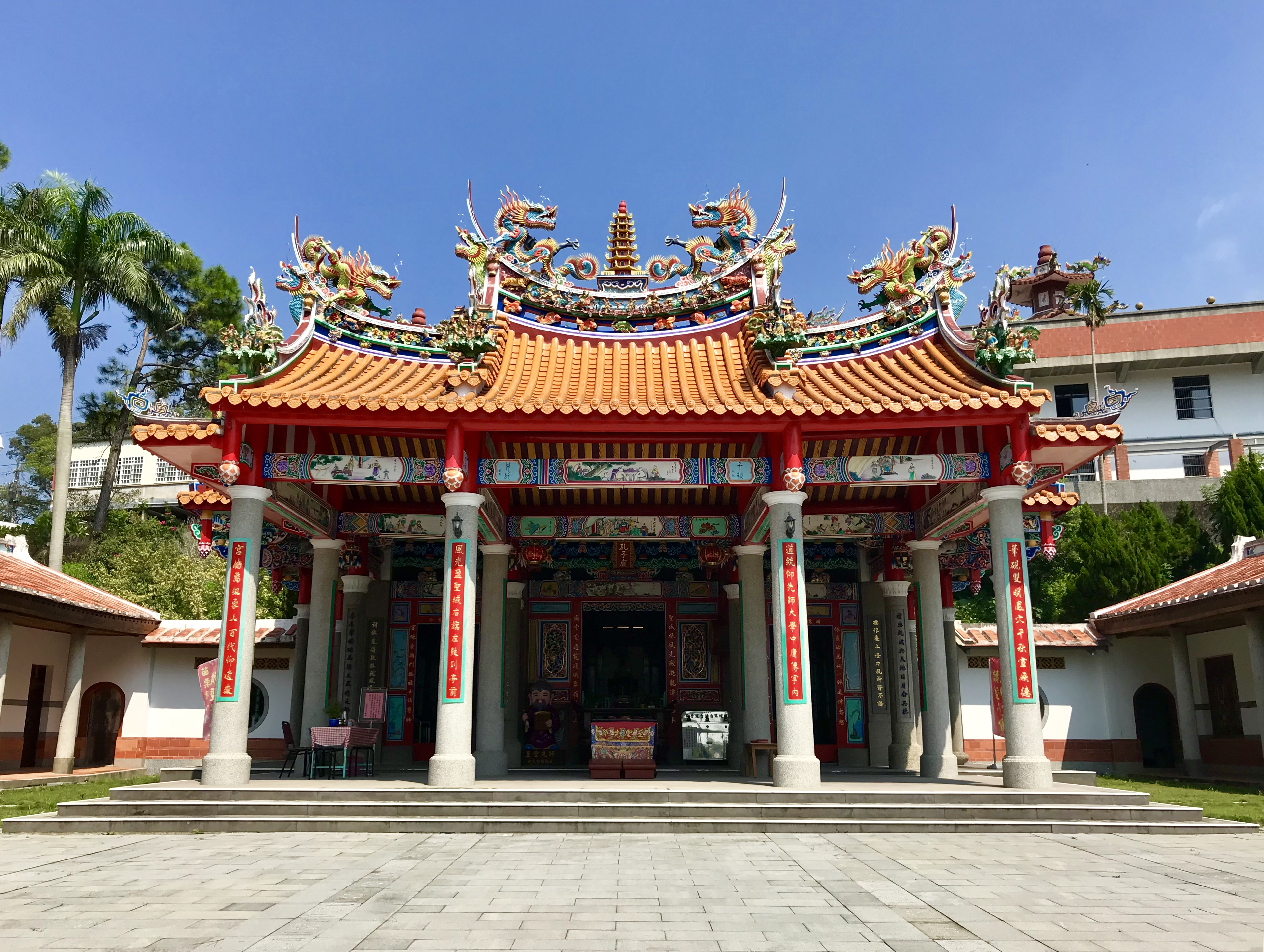
Yuheng-Tempel